# 特梅勒克 (加利福尼亞州)
特梅勒克（英語：Temelec）是位於美國加利福尼亞州索諾馬縣的一個人口普查指定地區。

## 地理
特梅勒克的座標為38°16′00″N 122°29′34″W / 38.26667°N 122.49278°W，而該地最高點為海拔高度30米（即98英尺）。

## 人口
根據2010年美國人口普查的數據，特梅勒克的面積為4.113平方千米，當中陸地面積為4.113平方千米，而水域面積為0.000平方千米。當地共有人口1441人，而人口密度為每平方千米350人。